# Домінік Говард
Домінік Джеймс Говард (англ. Dominic Howard) нар. (7 грудня 1977 року, Стокпорт, Англія) —  барабанщик британського рок-гурту «Muse».

## Біографія
Домінік народився 7 грудня 1977 року у Стокпорті, неподалік від Манчестера. Коли йому було 5 років, Домінік любив щось награвати на синтезаторі сестри, яка навчалася у школі мистецтв. Саме сестра познайомила Домініка із музикою, хоча спершу це не надто цікавило хлопця. Як Домінік сам сказав у одному із власних інтерв'ю: «Коли я був маленьким, музика була чимось, що звучало із телевізора.»
У віці 8-9 років сім'я переїхала у Тінмут, невеличке містечко Девонської «Рів'єри». Навчання на ударних інструментах розпочалося ще у школі, у віці 11 років. Тоді Домінік захопився грою джазового колективу школи. Також тоді трохи навчається гри на гітарі.
Перший гурт Домініка, організований ще у школі, носив назву «Carnage Mayhem» -на честь однойменної пісні Майкла Джексона. Тоді ж він знайомиться із Меттом Белламі, який грав на гітарі, та не був учасником жодного гурту. Через деякий час після виходу із гурту Домініка гітариста, Метт приєднується до гурту. Після двох років нестабільності у групі залишилося 2 учасників — Дом і Метт. Можливо, решта покинула гурт саме через них. Згодом до них приєднався бас-гітарист Кріс Волстенголм, басист «Fixed Penalty», який із «великим духом жертовності» почав грати на бас-гітарі у гурті.
На початку 1994 року утворився гурт «Gothic Plague», спершу перейменований на «Rocket Baby Dolls», однак остаточною назвою стало «Muse». Починаючи з цього моменту, для Домініка та інших учасників, все стало набагато серйознішим.
У 2004 році Білл Говард, батько Домініка, прийшов на концерт гурту сина на Ґластонберрі. Цей концерт був названий Меттом «їхнім найкращим концертом». Одразу по закінченні шоу у Білла стався інфаркт, через годину він помер. Через цю трагедію гурт міг розпастися. Однак завдяки підтримці родичів і учасників гурту, Домінік повернувся до Muse.

## Стиль
Домінік захоплюється грою таких ударників, як Стюарт Коупленд (The Police), Роджер Тейлор (Queen), Бадді Річ, Нік Мейсон (Pink Floyd), Тре Кул (Green Day), Дейв Ґрол (Nirvana) та багатьох інших.
Можна сказати, що найбільший вплив на Домініка справив Дейв Ґрол, ударник легендарного гурту «Nirvana».Музичні смаки Дома надзвичайно різноманітні, йому подобаються Джимі Гендрікс, Pavement, Radiohead, Pink Floyd, Led Zeppelin, Queen, The Smashing Pumpkins, Primus, Rage Against the Machine, Green Day і Nine Inch Nails. Крім цього, Домінік — лівша, його барабанна установка «вивернута» у зв'язку з його ліворукістю.

## Інструменти

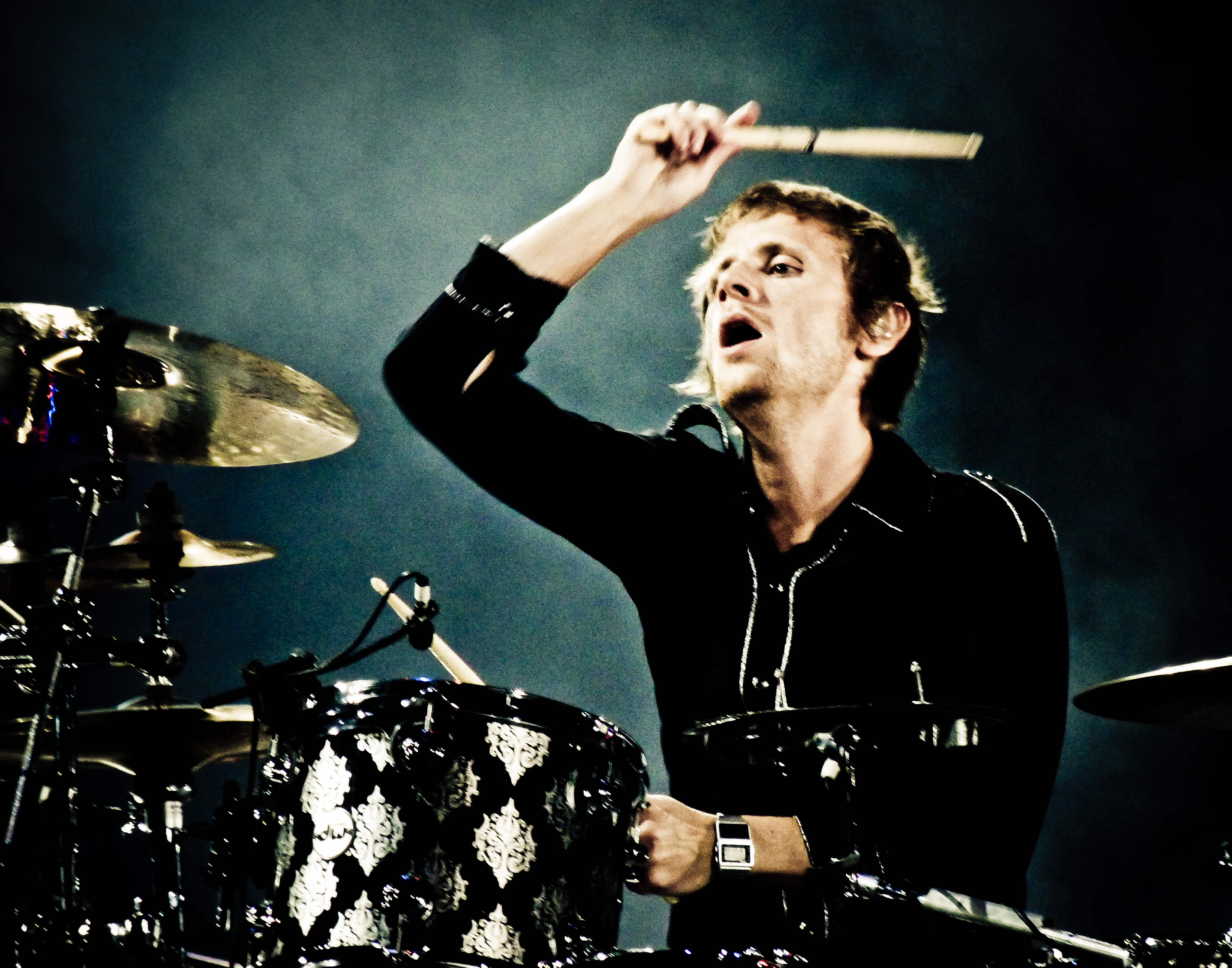
Говард в 2011 році

### Барабанні установки
У Дома ексклюзивний контракт з фірмою «Tama», йому одразу поставляють декілька установок, багато з них було зламано під час концертів. Частіше всього він використовує одну із прозорих акрилових установок. Ось перелік його деяких барабанних установок:
- Зелена, «Tama» — «Starclassic Maple» із хромованими доповненнями комплекту (стійки, педалі, стільці). Доля інструменту невідома.
- Блякло-коричнева Tama- «Starclassic Maple» " із хромованими доповненнями комплекту Доля інструменту невідома.
- Блискуча синя Tama «Starclassic Maple» " із хромованими доповненнями комплекту. Розбита в 2001 році на концерті у подтримку «Dead Star/In Your World EP» (сингл альбому Origin of Symmetry), збережена на Hullabaloo DVD.
- Сіра установка (марка і комплектуючі не встановлені) із хромованими доповненнями комплекту. Була на концерті «Top of the Pops» і у записі Origin of Symmetry. Доля невідома.
- Блискуча синя Tama «Starclassic Maple» із хромованими доповненнями комплекту. Брала участь у турах 2002-го року і запису альбому Absolution. Доля невідома, за виключенням підвісного тому(барабан, що кріпиться зверху на басовий барабан) . Том був використаний у сесії «Grouse Lodge» і записі альбому Absolution.
- Срібна блискуча «Starclassic Maple» " із хромованими доповненнями комплекту. Збережена у кліпах: «Hyper Music», «Feeling Good», «Plug In Baby» і «Dead Star». Доля невідома.
- Виготовлена на замовлення хромована «Starclassic Maple» із чорними нікелевими доповненнями комплекту(показана на «Absolution Tour DVD»).Не менше 4 різних елементів цієї установки були докуплені і розбиті гуртом наприкінці виступів на Ерлс Корт и «Glastonbury Festival» у 2004 році и ще 2 концертах .
- Прозора «Starclassic Mirage» кольору «Крижаний кристал» " із нікелевими доповненнями комплекту. Досі використовується.
- Крім цього, Дом грає на установці «Starclassic Bubinga».
- У записах він використовує блакитну установку «DW».

### Робочий барабан
В основному Дом використовує малий барабан 14х6.5 Tama «Starclassic Maple», що підходить до його жовтої установки, і малий 14х6.5 Ludwig «LB417 Black Beauty». У нього було декілька помітних робочих барабанів, які він використовував для запису у своїх кліпах. (наприклад, малий, розмірами менше стандартного, у записі Fury, «Starclassic Maple» 14x5.5, що підходить до його блискучого срібного комплекту, у записі Ruled By Secrecy і малий мідний у кліпі Time Is Running Out).

### Доповнення комплекту
Домінік використовує стійку Tama «Road Pro»
Його стілець — Tama «First Chair», із чорною додатковою спинкою

### Палички
- Він використовує палички Zildjian із іменної серії Денніса Чемберса (Dennis Chambers), Shaw «5BN», Promark 5BN та багато інших.
- Наразі Домінік використовує палички фірми «Vater» із серії «New Orleans Jazz»

### Натяжки для барабанів
Смаки Домініка щодо натяжок приблизно такі самі, як і до більшої частини інструментів. Він віддає перевагу одному бренду протягом довгого часу. На «Hullabaloo DVD» видно, що на підвісних томах стоїть натяжка Remo «Emperor», а на малому «Black Beauty» — Aquarian «Hi-energy». На його бас-барабані «Ayotte» стоїть Remo «Powerstroke 3», а на малих «Starclassic» зазвичай натягнуто Remo «Emperor» або Remo «Controlled Sound».

## Спів
Під час запису альбому Absolution, Домінік продемонстрував свою нездатність співати в унісон, коли група записувала пісню «Blackout» разом.
Але, його спів присутній в таких піснях:
- Can't Take My Eyes Off You — Метт Белламі пояснив, що Говард хотів зробити цю пісню, тому що він міг співати «Ba-Da» біт. Почути його «спів» можна саме в цих моментах.
- Supermassive Black Hole — Хрипи Домініка можна почути при виконанні цієї пісні під час рядка «into the supermassive» наприкінці приспіву.[2]